# 281ª Squadriglia
La 281ª Squadriglia fu un reparto attivo nel Corpo Aeronautico del Regio Esercito (Prima guerra mondiale) e poi nella Regia Aeronautica (Seconda guerra mondiale).

## Storia

### Prima guerra mondiale
Il 1º novembre 1917 l'unità parte dal Lago d'Iseo dove era sede della 3ª Squadriglia Idrovolanti per costituire nel mese di dicembre la 17ª Sezione FBA di Giardini-Naxos con 3 piloti ai quali arrivano 3 FBA Type H.
In dicembre dispone di un FBA e nei primi mesi del 1918 arrivano 8 FBA.
In maggio dispone di 8 FBA ed in estate è al comando del Capitano Ferruccio Capuzzo.
Nel corso del conflitto la 281ª Squadriglia ha svolto 399 missioni delle quali 3 nel 1917.
Dopo l'Armistizio di Villa Giusti è al comando del Cap. Armando Gianmarco.

### Guerra civile spagnola
La 281ª Squadriglia bombardamento veloce dell'Aviazione Legionaria nasce il 10 aprile 1938 e fu aggregata al nuovo XXX Gruppo b.v.

### Seconda guerra mondiale

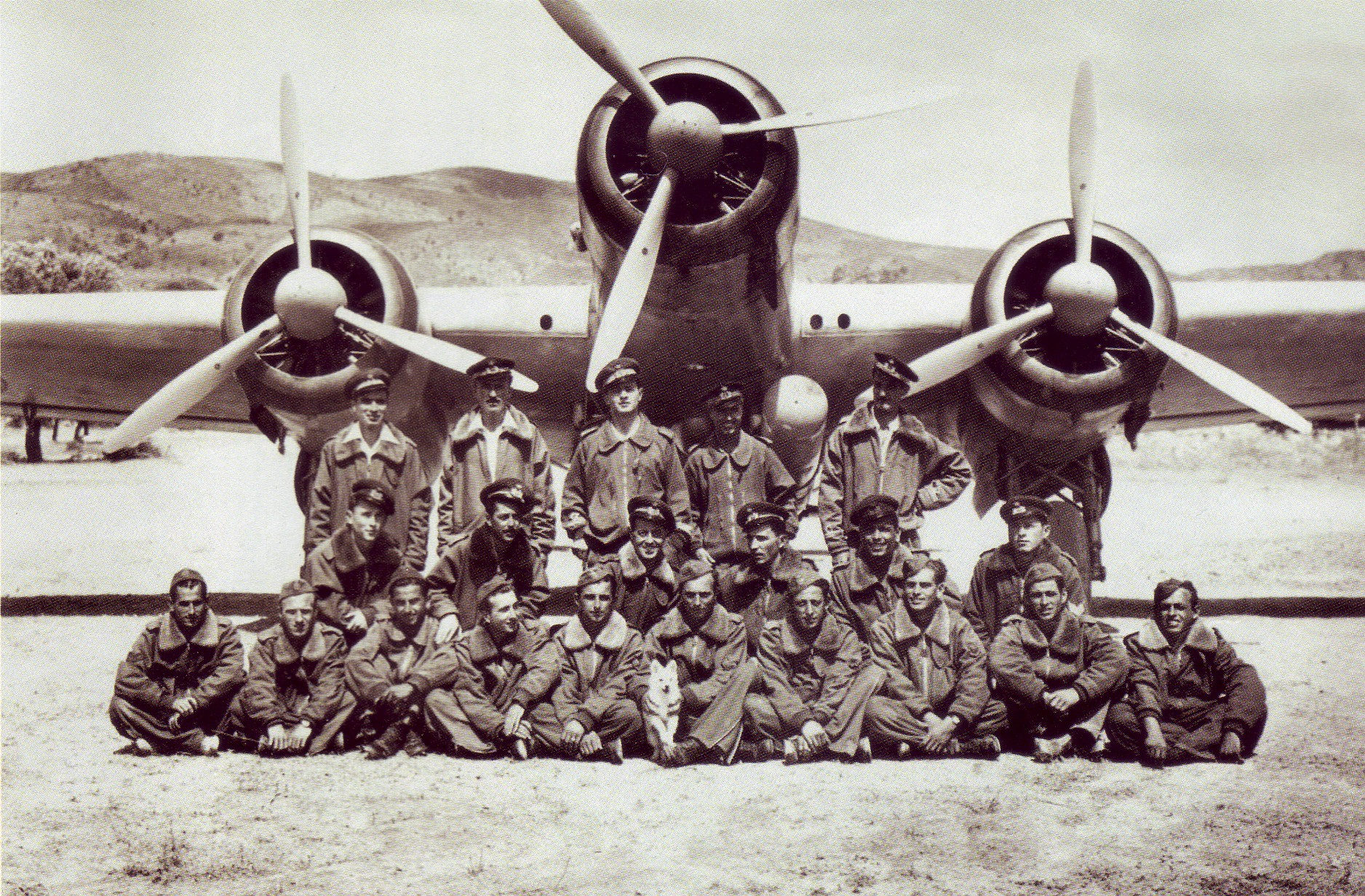
La 281ª Squadriglia sull'aeroporto di Gadurrà nel giugno 1941. Buscaglia è in piedi al centro.

Il 5 marzo 1941 venne costituita una nuova unità aerosiluranti della Regia Aeronautica, la 281ª Squadriglia, inviata il 20 marzo a Gadurrà sull'isola di Rodi, e Carlo Emanuele Buscaglia, promosso capitano, venne trasferito nell'Egeo e nominato comandante dell'unità, con la quale condusse la prima azione a sud di Creta il 24 marzo. La sera del 2 aprile attaccò un convoglio britannico in navigazione da Alessandria ad Atene lanciando un siluro contro una nave da carico da 15000 tonnellate, ma l'oscurità non gli permise di verificare l'esito dell'azione.
Dal 21 aprile al 1º luglio, la 281ª e la 279ª Squadriglia vennero incorporate nel 34º Gruppo autonomo da bombardamento, ritornando poi al ruolo di Squadriglia aerosiluranti autonoma. L'8 maggio la 281ª Squadriglia ottenne il suo secondo successo con una pattuglia di tre aerei guidati da Buscaglia, Pietro Greco e Carlo Faggioni. I tre attaccarono il convoglio alleato AN. 30, partito da Porto Said e diretto a Suda, colpendo con un siluro la motonave britannica Rawnsley da 5 000 tonnellate. Buscaglia affermò di aver silurato un incrociatore da 7 000 tonnellate, il che esclude potesse trattarsi della Rawnsley, che fu certamente colpita dagli altri due piloti che sostennero di aver silurato un piroscafo ciascuno. Secondo fonti britanniche però il danneggiamento venne accreditato ad aerei germanici. Nonostante i gravi danni riportati, la Rawnsley poté proseguire la navigazione alla velocità di otto nodi, trainata dal peschereccio armato HMS Grimsby e scortata dal cacciatorpediniere australiano HMAS Waterhen. Portata ad incagliare nella Baia di Ierapetra, sulle coste meridionali di Creta, la Rawnsley venne distrutta nella notte sul 12 maggio da aerei da bombardamento tedeschi dell'VIII. Fliegerkorps che, dopo la resa della Grecia, si erano installati sugli aeroporti ellenici.
Alla fine di giugno la base della 281ª Squadriglia di Gadurrà venne attaccata da aerei britannici e una bomba colpì un S.M.79 facendo esplodere il siluro agganciato sotto l'aereo e provocando la distruzione di altri tre aerosiluranti. Dopo aver ritirato altri velivoli presso le Officine Reggiane di Reggio Emilia, la 281ª Squadriglia ritornò in azione il 4 luglio: quattro aerei, pilotati da Buscaglia, Faggioni, Giuseppe Cimicchi e Mazzelli attaccarono un incrociatore a sud di Famagosta senza esito. Il successivo 9 luglio, ancora nella baia di Famagosta e insieme a Faggioni, Buscaglia, con un motore fuori uso a causa di un colpo della contraerea, sganciò un siluro contro una nave da carico da 5000 tonnellate. Il 19 luglio ancora Buscaglia e Faggioni attaccarono una nave presso Marsa Matruh venendo danneggiati dalla pesante reazione contraerea e dall'attacco portato da alcuni caccia Hurricane mentre stavano ritornando alla base. Il 6 agosto Buscaglia, Graziani e Forzinetti attaccarono due cacciatorpediniere al largo di Marsa Matruh, e il 20 agosto successivo ne attaccarono altri tre al largo di Alessandria.
Dopo questo periodo di attività non confortato da nessun risultato positivo, l'11 agosto Buscaglia, Graziani e Forzinetti attaccarono, a 40 miglia a nord-ovest di Porto Said, il posareti britannico HMS Protector da 2.900 tonnellate. Colpito alle ore 16:30 dal siluro sganciato da Buscaglia, che causò l'arresto della sala macchine, l'uccisione di due uomini, e tre feriti, il Protector fu rimorchiato a Porto Said dalla corvetta Salvia, per poi essere inviato a Bombay ove ultimò le riparazioni. Il danneggiamento del Protector era stato sempre accreditato al tenente Graziani, nell'attacco gregario di sinistra di Buscaglia, ma da un grafico di una pubblicazione dell'Ammiragliato britannico si vede chiaramente che il siluro di Graziani, nell'attacco gregario sinistro di Buscaglia, sfilò a pochi metri di distanza dallo scafo del posareti in accostata, mentre quello di Buscaglia, che fu il primo a lanciare, colpì il bersaglio sul fianco sinistro. Il siluro di Forzinetti, gregario destro di Buscaglia, sfiorò anch'esso il fianco del Protector.
Dopo questa serie di azioni, la 281ª Squadriglia sospese le operazioni per un certo periodo e Buscaglia andò in licenza tornando in azione il 23 novembre: alle 15.55, gli S.M.79 di Buscaglia e del tenente Luigi Rovelli, decollati dall'aeroporto di Gadurrà a Rodi, avvistarono e poi attaccarono, otto miglia a ovest di Marsa Matruh, la nave britannica da sbarco per fanteria (LSI) HMS Glenroy, che trasportava mezzi da sbarco con ottanta soldati destinati alla guarnigione di Tobruk ed era scortata dall'incrociatore contraereo HMS Carlisle e da due cacciatorpediniere. La Glenroy fu colpita gravemente da un siluro che venne attribuito a Buscaglia anche se la violenta reazione contraerea delle navi e l'apparizione di tre caccia P-40 non aveva consentito di verificare con certezza l'esito dell'attacco.
Il 14 dicembre la 281ª Squadriglia venne divisa in due nuclei di tre velivoli ciascuno e Buscaglia, con Faggioni e Forzinetti, venne trasferito sull'aeroporto di Ain el-Gazala in Cirenaica. Il 17 dicembre, durante la prima battaglia della Sirte, ai sei aerei della 281ª Squadriglia venne dato l'ordine di attaccare le navi da battaglia di scorta ad un convoglio britannico diretto a Malta e in cui la ricognizione italiana aveva erroneamente individuato la corazzata HMS Valiant: l'aereo di Forzinetti venne abbattuto e Buscaglia non riuscì a verificare il risultato dell'attacco per la decisa reazione della contraerea avversaria.
Il 1º gennaio 1942 viene sciolta ed il 1º aprile 1942 rinasce inquadrata al comando di Graziani nel 132º Gruppo Autonomo Aerosiluranti dotata di velivoli Savoia-Marchetti S.M.79 Sparviero con base all'Aeroporto di Littoria.
Poi si schiera all'Aeroporto di Catania-Fontanarossa ed in giugno alla Base aerea di Gerbini.
Durante la battaglia di mezzo giugno del 15 giugno 1942, Martino Aichner uscì con il suo comandante in missione. Verso le 14:15 Buscaglia rientrò alla base, mentre Aichner si lanciò da solo all'attacco del cacciatorpediniere britannico HMS Bedouin in difficoltà perché colpito in precedenza da unità navali italiane; portatosi ad 800 metri dalla nave, il velivolo italiano fu colpito dal tiro contraereo britannico e costretto ad ammarare, ma riuscì a lanciare il suo siluro che diede il colpo di grazia al Bedouin, affondato nel giro di cinque minuti.
L'equipaggio dell'aerosilurante fu poi soccorso da una nave ospedale italiana la mattina seguente, la quale recuperò nei successivi due giorni anche 217 naufraghi britannici; Aichner inizialmente non venne riconosciuto ufficialmente come il responsabile dell'affondamento che venne invece accreditato all'azione degli incrociatori italiani Raimondo Montecuccoli ed Eugenio di Savoia che in precedenza avevano colpito l'unità inglese. Venne comunque decorato da Benito Mussolini che si recò appositamente nella sua base in Sicilia per decorarlo con la medaglia d'argento al valor militare. Nel dopoguerra, Aichner contattò sopravvissuti e gli uffici storici britannici che confermarono invece la dinamica dell'affondamento così come testimoniata dall'ufficiale italiano e a lui riconducibile. Il 7 aprile 1988 gli venne quindi conferita la medaglia d'oro al valor militare per l'episodio..
Il 12 novembre successivo il comando passa a Faggioni quando il reparto era all'Aeroporto di Castelvetrano.
Quando il reparto era di stanza a Villacidro, Sardegna, la notte del 16 agosto 1943 Vezio Terzi avvistò a 16 miglia da Capo De Garde (Bona), la nave da carico statunitense da 7.126 tonnellate di dislocamento Benjamin Contee, proveniente da Bona e diretta ad Orano che, a sua insaputa, trasportava 1.800 prigionieri di guerra italiani. Colpita dal siluro, il mercantile ebbe danni così vasti che non fu mai riparato del tutto, venendo usato durante lo sbarco in Normandia, nel giugno 1944, come elemento di uno dei porti artificiali. Molti prigionieri italiani persero la vita nel corso dell'attacco (dei 1.800 prigionieri presenti a bordo, 264 persero la vita  nel tentativo di abbandonare la nave e 142 rimasero feriti.).
All'8 settembre 1943 era nel 132º Gruppo Aerosiluranti a Littoria con 3 SM 79 nella 3ª Squadra aerea. Al 2 maggio 1945 era con i Martin 187 Baltimore nel CXXXII Gruppo a Campomarino.